# ديفيد إيستون
ديفيد إيستون (بالإنجليزية: David Easton)‏، زميل الجمعية الملكية بكندا (FRSC)، وُلد يوم 24 يونيو عام 1917 وتوفي يوم 19 يوليو عام 2014، وكان عالمًا سياسيًا أمريكيًا وُلد في كندا. أتى إيستون، الذي وُلد بمدينة تورونتو في مقاطعة أونتاريو الكندية، إلى الولايات المتحدة في عام 1943. ومنذ عام 1947 حتى عام 1997، عمل إيستون أستاذًا للعلوم السياسية في جامعة شيكاغو.
وفي طليعة الثورات السلوكية وما بعد السلوكية في مجال العلوم السياسية، خلال خمسينيات وسبعينيات القرن الماضي، قدم إيستون أكثر التعريفات استخدامًا في هذا المجال للسياسة باعتبارها تخصيصًا رسميًا للقيم للمجتمع. اشتُهر إيستون بتطبيقه لنظرية الأنظمة لدراسة العلوم السياسية. استخدم محللو السياسات مخططه ذا العناصر الخمسة في دراسة عمليات صياغة السياسات: المُدخلات، والتحويلات، والمُخرجات، وردود الفعل، والبيئة. رأى السياسي البريطاني جون غانيل أن مفهوم «النظام» كان أهم المفاهيم النظرية المستخدمة لدى علماء السياسة الأمريكيين منذ خمسينيات القرن العشرين. ظهرت الفكرة في علم الاجتماع وبقية العلوم الاجتماعية ولكن كان إيستون مَن حدد كيفية تطبيقها بأفضل شكل على الأبحاث السلوكية في السياسة.
وفي أثناء حياته المهنية، عمل إيستون في وظيفة حارس بوابة رئيسية، ومستشارًا للعديد من المنظمات البارزة ووكالات التمويل، بالإضافة إلى أنه كان مؤلفًا لعدد من المنشورات العلمية المؤثرة. عمل إيستون أيضًا في العديد من المجالس واللجان وكان رئيسًا لجمعية العلوم السياسية الأمريكية.

## التعليم وحياته المهنية
حصل إيستون على شهادته الجامعية من جامعة تورونتو في عام 1939، وحصل على درجة ماجستير الآداب في عام 1943 وعلى درجة الدكتوراه من جامعة هارفارد في عام 1947؛ وحصل على درجة دكتوراه القانون من جامعة ماكماستر في عام 1970 ودرس في كلية كالامازو في عام 1972. تزوج إيستون من سيلفيا إيزوبيل فيكتوريا جونستون، وأنجبا طفلًا واحدًا. وكان انتقاله إلى كاليفورنيا في عام 1997 من أجل صحة زوجته جزئيًا.
كان إيستون مدرسًا زميلًا، منذ عام 1944 حتى 1947، بجامعة هارفارد. عُين إيستون أستاذًا مساعدًا للعلوم السياسية بجامعة شيكاغو في عام 1947؛ ثم أستاذًا مشاركًا في عام 1953؛ ثم أستاذًا في عام 1955؛  وحصل على درجة أستاذ الخدمة المميزة أندرو ماكليش في التفكير الاجتماعي هناك في عام 1984. وعُين إيستون أستاذ أبحاث مميزًا بقسم العلوم السياسية في جامعة كاليفورنيا في إرفاين في عام 1997. وعندما كان في شيكاغو، كان مسؤولًا عن التدريس لطلاب السنة الأخيرة، والإشراف على أطروحات تخرجهم. وتولى إيستون أيضًا مسؤولية برنامج التخرج الجديد لجامعة كاليفورنيا في إرفاين، وطوره على مدار عدة سنوات حتى أصبح برنامجًا شاملًا فعالًا ومجهزًا لجذب أفضل الطلاب. ومن بين أمور أخرى، تضمن هذا البرنامج دورةً إلزاميةً لطلاب السنة الأخيرة الجدد، والتي تطرقت إلى أسس العلوم السياسية الحديثة للقرن التاسع عشر والقرن العشرين.